# Mirachowo (wieś)
Mirachowo (kaszub. Mirochòwò, niem. Mirchau) – wieś  w Polsce, położona w województwie pomorskim, w powiecie kartuskim, w gminie Kartuzy.

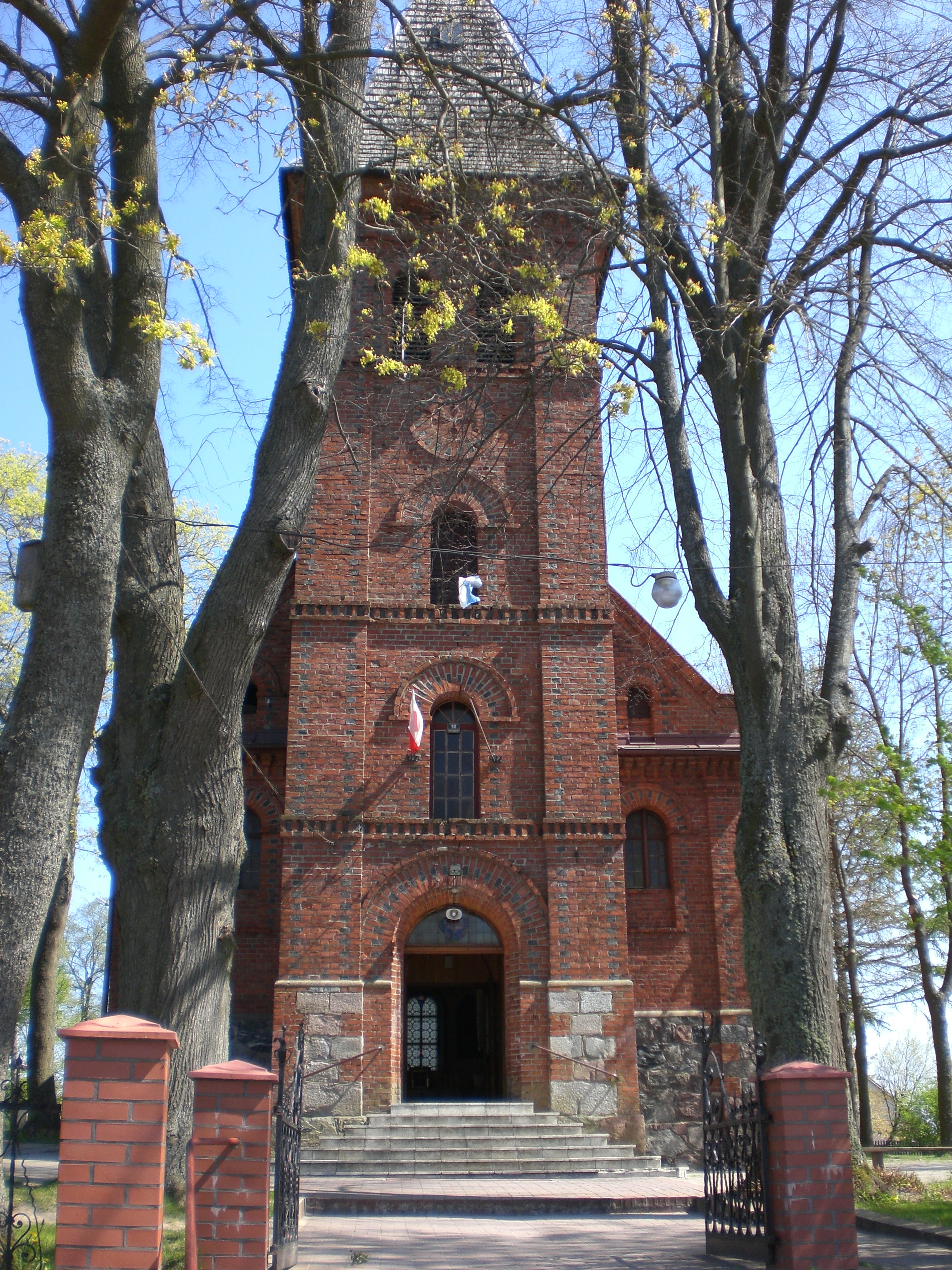
Kościół pw. św. Jana Chrzciciela w Mirachowie

Wieś kaszubska, Pojezierza Kaszubskiego, granicząca z kompleksem Lasów Mirachowskich, położona na terenie Kaszubskiego Parku Krajobrazowego.

Mirachowo stanowi  sołectwo, w którego skład wchodzi także miejscowość Strysza Buda (88 mieszkańców). W okolicach Mirachowa znajdują się rezerwaty przyrody Staniszewskie Zdroje, Kurze Grzędy, Jezioro Lubogoszcz, Leśne Oczko i Staniszewskie Błoto. Przebiega tędy również turystyczny  Szlak Kaszubski.

W obszar wsi wchodzą także:
| Integralne części wsi Mirachowo | Integralne części wsi Mirachowo | Integralne części wsi Mirachowo |
| SIMC                            | Nazwa                           | Rodzaj                          |
| ------------------------------- | ------------------------------- | ------------------------------- |
| 0163423                         | Ameryka                         | część wsi                       |
| 0163430                         | Cegielnia                       | część wsi                       |
| 0163452                         | Mirachowo-Wybudowanie           | część wsi                       |
| 0163469                         | Palestyna                       | część wsi                       |

## Nazwa miejscowości
Etymologia nazwy jest dość prosta. Zarówno pierwsze zapisy od XIV w. Mirochowo, jak i rodzima, kaszubska nazwa wsi Mirochòwò wskazują na pierwotnego założyciela / właściciela wsi o imieniu Miroch. Imię Miroch jest skrótem staropolskiego i starokaszubskiego imienia dwuczłonowego z pierwszym członem mir (pokój). Obecnie znane jest imię Mirosław, ale wcześniej funkcjonowały też: Mirogniew, Mirogod, Mironieg. Od jednego z nich pochodzi skrócone imię Miroch.

## Historia
W 1253 r. wieś książęca księcia Świetopełka Wielkiego. W 1381 r. Krzyżacy utworzyli w Mirachowie, w ramach komturii gdańskiej urząd mistrza leśnego, a w 1391 r. prokuratora.
W roku 1454 Król Polski Kazimierz Jagiellończyk podczas wojny trzynastoletniej Polski z zakonem krzyżackim oddał komturstwo gdańskie, w tym i Mirachowo gdańszczanom w zastaw, by wypłacić żołd żołnierzom zaciężnym. W tym czasie pozostawała okolica pod władzą rajcy gdańskiego Otto Brambeke
W latach 1473–1772 Mirachowo było siedzibą polskiego starosty, sędziego królewskiego oraz miejscem lokalnych sejmików. Powstał rynek z licznymi kamieniczkami. Mirachowo zostaje spalone i doszczętnie zniszczone podczas potopu szwedzkiego w latach 1655–1660. Na pobliskim wzgórzu („Wzgórze Świętopełka”) znajdowało się miejsce straceń. Od 1818 r., po przeniesieniu władz powiatowych do Kartuz, wieś straciła swoje znaczenie, jednak wbrew spotykanej w niektórych opracowaniach informacji o utracie statusu miasta nie nastąpiło to, gdyż Mirachowo nigdy nie miało praw miejskich.
Wieś królewska w starostwie mirachowskim w województwie pomorskim w II połowie XVI wieku. 
Na koniec 1892 r. Mirachowo łącznie ze Stryszą Budą miało 510 mieszkańców, 366 Kaszubów (341 katolików i 25 ewangelików), 138 Niemców (7 katolików i 131 ewangelików) oraz 6 Żydów.
Do 1945 r. obecna ulica Partyzantów w Gdańsku-Wrzeszczu, prowadząca przez Banino i Miszewo dalej do Mirachowa, nosiła nazwę Mirachowskiej Drogi (Mirchauer Weg)
W latach 1954–1959 wieś należała i była siedzibą władz gromady Mirachowo, po jej zniesieniu w gromadzie Sianowo. W latach 1975–1998 miejscowość administracyjnie należała do województwa gdańskiego.

## Zabytki
Według rejestru zabytków NID na listę zabytków wpisane są:
- kościół ewangelicki, obecnie rzymskokatolicki parafialny pw. św. Jana Chrzciciela z 1862[18], posiada niewielką wieżę i neogotyckie elewacje[19].
- barokowa kaplica pw. Matki Boskiej Nieustającej Pomocy z 1740 z kryptą[20],
- dwór murowano-drewniany z końca XVIII w., stanowiący siedzibę byłego powiatu mirachowskiego[21].